# 東京ごみ戦争歴史みらい館
東京ごみ戦争歴史みらい館 （とうきょう ごみせんそう れきしみらいかん）は、東京都杉並区にある歴史資料館。
日本の高度経済成長期に大量の廃棄物の処分をめぐって勃発した「東京ゴミ戦争」に関する資料館。

## 概要
杉並清掃工場内にある資料館。杉並清掃工場は、かつて、1950年代から1970年代にかけて生じた「東京ごみ戦争」の舞台のひとつとなった。日本の高度経済成長期、大量生産・大量消費・大量廃棄の時代が到来し、埋立地で処分される廃棄物の量は増加の一途をたどっていた。特に最終処分場を抱え、他の区から大量の廃棄物が持ち込まれる江東区では、ごみ運搬車による交通渋滞や悪臭問題、ハエの大量発生などの生活環境の悪化に悩まされていた。
東京都は、廃棄物処理問題の解消や江東区の負担軽減に向けて、江東区以外の各区にも清掃工場の整備する計画を進めた。しかし、杉並区では「事前協議のない一方的な計画」として地域住民が反発し、杉並清掃工場の予定地を封鎖するなどして対抗したため、建設は中断してしまった。清掃工場の建設が進まない状況に江東区は苛立ちを募らせ、特に杉並区との関係では、江東区議や住民が杉並区からのゴミの搬入を実力で阻止する事態に至るなど、対立が先鋭化していった。
この一連の紛争は「東京ゴミ戦争」と呼ばれ、1974年（昭和49年）、東京都と杉並区の建設反対住民が和解するまで続いた。その後、杉並清掃工場の建設準備が進められ、1978年（昭和53年）に着工し、1982年（昭和57年）12月に竣工、1983年（昭和58年）1月に本稼働を開始した。
21世紀に入ると、初代清掃工場は老朽化により建替えられることとなり、また、建替えに合わせて「東京ゴミ戦争」の歴史を伝える資料館が新清掃工場内に整備されることとなった。
資料館の整備には、建設反対住民団体を前身とする「杉並正用記念財団」と清掃工場側が協力して取り組み、2017年（平成29年）10月2日、「東京ごみ戦争歴史みらい館」として開館した。
資料館では、等身大パネルやインタビュー映像、新聞記事など約110点の資料を展示し、「東京ゴミ戦争」勃発から杉並清掃工場建設までの経緯、新清掃工場への建替えの経過を紹介している。音声ガイドがあり、英語や中国語に対応している。入館料は無料である。

## 所在地及び交通手段
- 所在地：東京都杉並区高井戸東3-7-6 （杉並清掃工場内、北緯35度41分2秒 東経139度37分4秒 / 北緯35.68389度 東経139.61778度)
- 京王電鉄井の頭線 高井戸駅下車、徒歩7分